# 沈雁西
沈雁西，京劇琴師、作曲家，師承王少卿學習京劇音樂藝術。
京劇音樂設計作品有得到1980年中國文化部優秀影片獎舞台藝術片獎、第5屆百花獎最佳故事片獎的彩色京劇電影《白蛇傳》（與馬錦良、曾加慶合作，3人職稱是作曲，他同時擔任琴師，鼓師是焦寶宏）等。
他曾與梅蘭芳的學生言慧珠合作，后來長期同魏蓮芳和言慧珠的學生李炳淑合作。
他與顧永湘合作紀錄整理《霸王別姬》（魏蓮芳演出本）和《白蛇傳·斷橋》（李炳淑演出本）的京劇曲譜。